# Теодор (син на Селевк)
Вижте пояснителната страница за други личности с името Теодор.
Теодор (на старогръцки: Θεόδωρος, Theodoros, * пр. 143 пр.н.е., † ок. 105/104 пр.н.е.) е щатхалтер на Кипър и командир на флотата на Птолемеите през 2 век пр.н.е..
Теодор е син на кипърския управител Селевк († ок. 130 пр.н.е.) и Артемо I, дъщеря на Теодор, която през 177/176 пр.н.е. е жреца, „носачка на кошница“ (kanephoros) на „богинята сестра“/Арсиноя II в Александрия. 
През 124 пр.н.е. Теодор е назначен от фараон Птолемей VIII за управител (стратег) на остров Кипър като командир на флотата (Наварх). Той наследява Хеленос доживотно като жрец на „помагащата, обичаща майка си богиня“ Клеопатра III и става ръководител на градското управление на Александрия (exēgētés). Теодор е последван като стратег на Кипър от Хеленос. 
Теодор е женен за своята племенница Олимпия II (дъщеря на сестра му Артемо II), с която има един син и три дъщери, които всички са жреци. Олимпия и една от дъщерите им получават по една статуя в Кипър. Техните деца са:
- Деметрий, 107/106 и 105/104 пр.н.е. жрец (hieros pōlos) на Клеопатра III [8]
- Поликратея, 116/115 и 107/106 пр.н.е. жреца (athlophoros) на „помагащтата богиня“/Береника II [9]
- Артемо III/Ариадна, 116/115 пр.н.е. жреца (stephanēphoros) на Клеопатра III [10]
- Теодорис, 116/115 пр.н.е. жреца (phōsphoros) на Клеопатра III [11]